# Valliguières
Valliguières är en kommun i departementet Gard i regionen Occitanien i södra Frankrike. Kommunen ligger i kantonen Remoulins som tillhör arrondissementet Nîmes. År 2022 hade Valliguières 652 invånare.

## Befolkningsutveckling
Antalet invånare i kommunen Valliguières
Referens:INSEE